# کلیسای پوشش مقدس و میلاد از پرولوما (پسکوف)

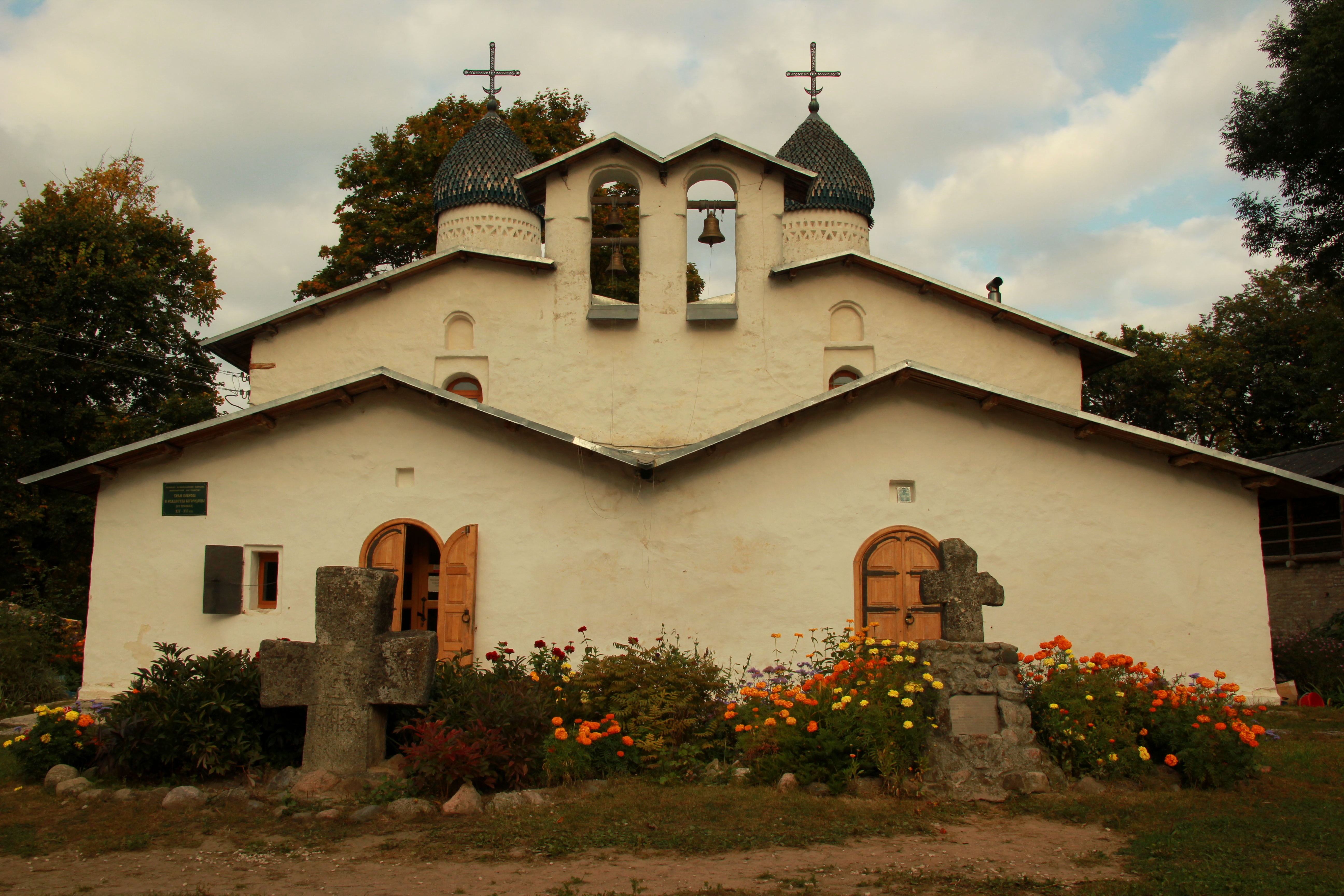

کلیسای پوشش مقدس و میلاد از پرولوما (به روسی: Храм Покрова и Рождества от Пролома) یا کلیسای شفاعت و میلاد مقدس‌ترین والده خداوند از پرولوما (شفاعت از پرولوما، شفاعت در اوگلو) یک کلیسای ارتدکس در پسکوف است. این کلیسا یکی از یادمان‌های تاریخی و فرهنگی با اهمیت فدرال از سده‌های پانزدهم تا شانزدهم میلادی است. این بنا در گوشه جنوبی شهر محصور، در کنار برج شفاعت قرار دارد. واژه «پرولوم» به شکاف ایجادشده در دیوار دژ در زمان محاصره پسکوف (۱۵۸۱–۱۵۸۲) توسط استفان باتوری اشاره دارد.

## توصیف

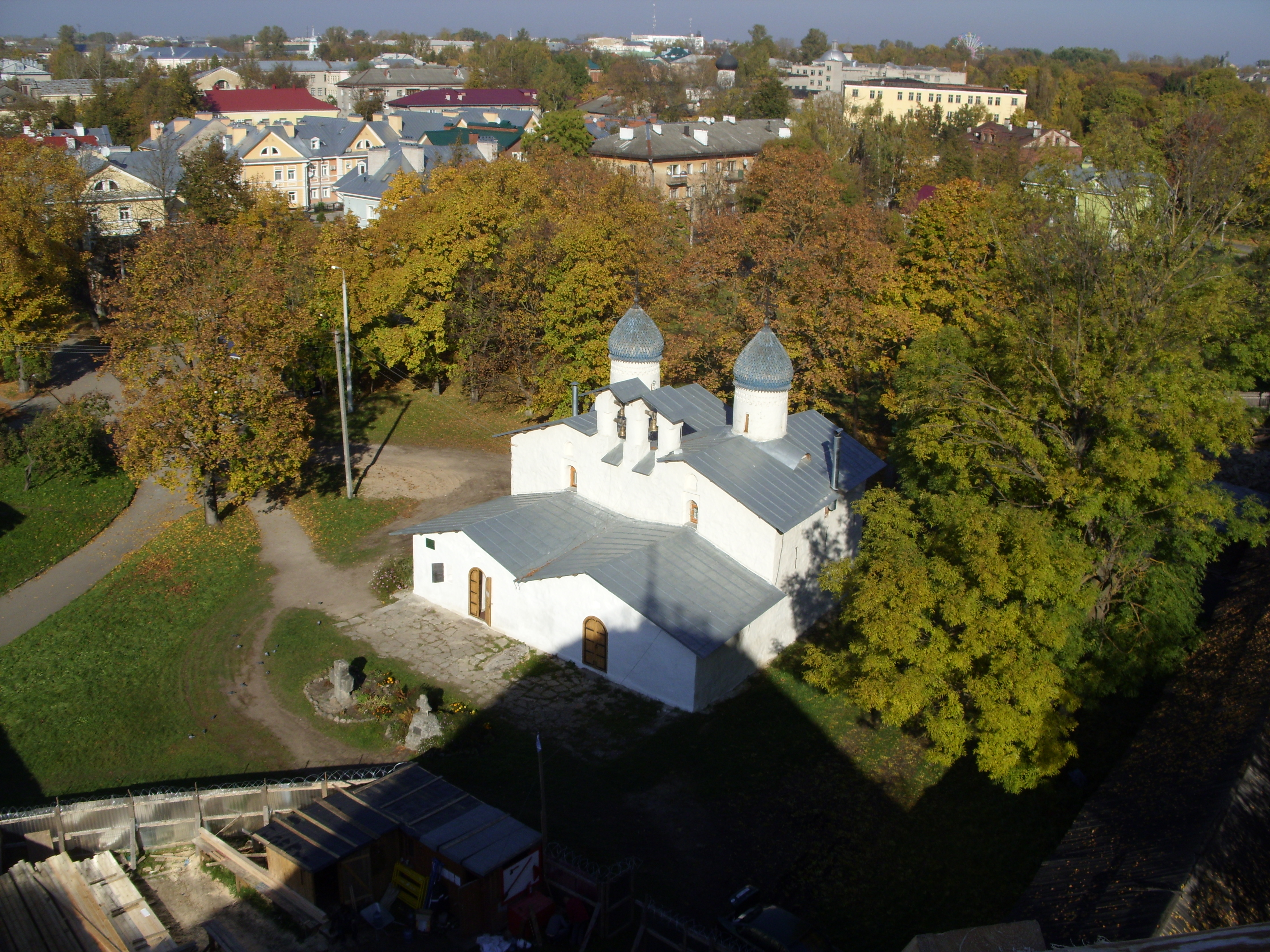
نمایی از برج شفاعت

این کلیسا از دو کلیسای بدون ستون تشکیل شده که چهارگوشه‌های آن‌ها دیوار مشترکی دارند. کلیسای شمالی به افتخار شفاعت والده خداوند و کلیسای جنوبی به افتخار میلاد والده خداوند نام‌گذاری شده است. هر کلیسا دارای یک ابسید و یک دهلیز است. در میانه دیوار مشترک و میان طاق‌های سقف، قوسهای کوچک عمود برهم ساخته شده‌اند.
نماهای چهارگوشه‌ها و دهلیزها فاقد تزئینات هستند. اما گنبدها و ابسیدها با نوارهای تزئینی شامل باند دندانه‌ای و آجرتراشی‌های سنتی تزئین شده‌اند. در محراب هر کلیسا یک پنجره و یک شکاف نوری در قربانگاهها وجود دارد که در طاقچه‌های گوشه‌های شمال‌شرقی هر دو کلیسا قرار گرفته‌اند. دهلیزها دارای طاق گهواره‌ای هستند که در بالای پنجره‌ها با تو رفتگی‌هایی تزیین شده‌اند. دو کلیسا با یک درگاه در دیوار مشترک به یکدیگر متصل شده‌اند.
این بنا از سنگ آهک محلی ساخته شده و با گچ پوشیده و سفیدکاری شده است.

### ابعاد
- با دهلیز: طول – ۱۷ متر، عرض – ۱۵ متر.

## تاریخچه

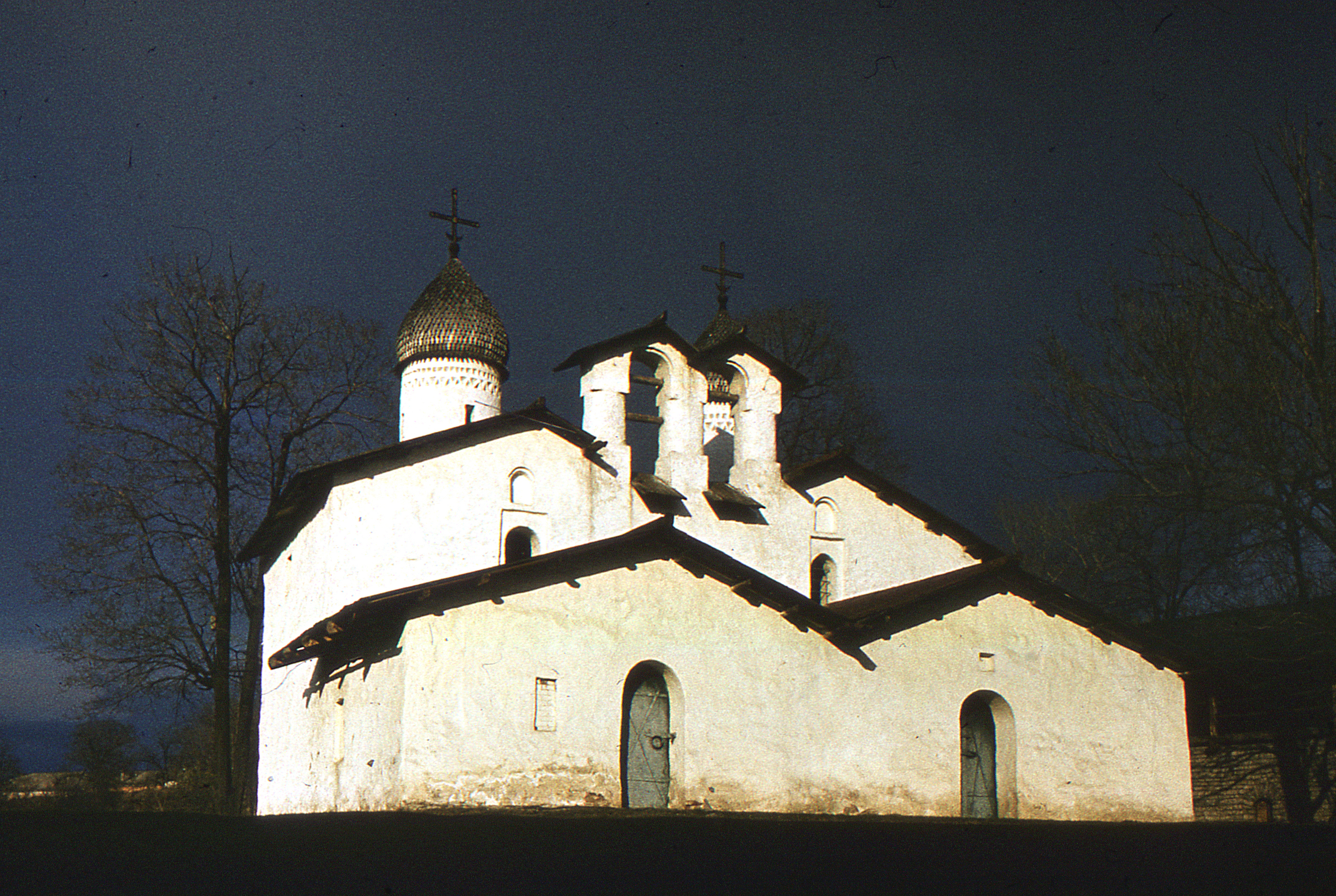
کلیسا در سال ۱۹۷۱

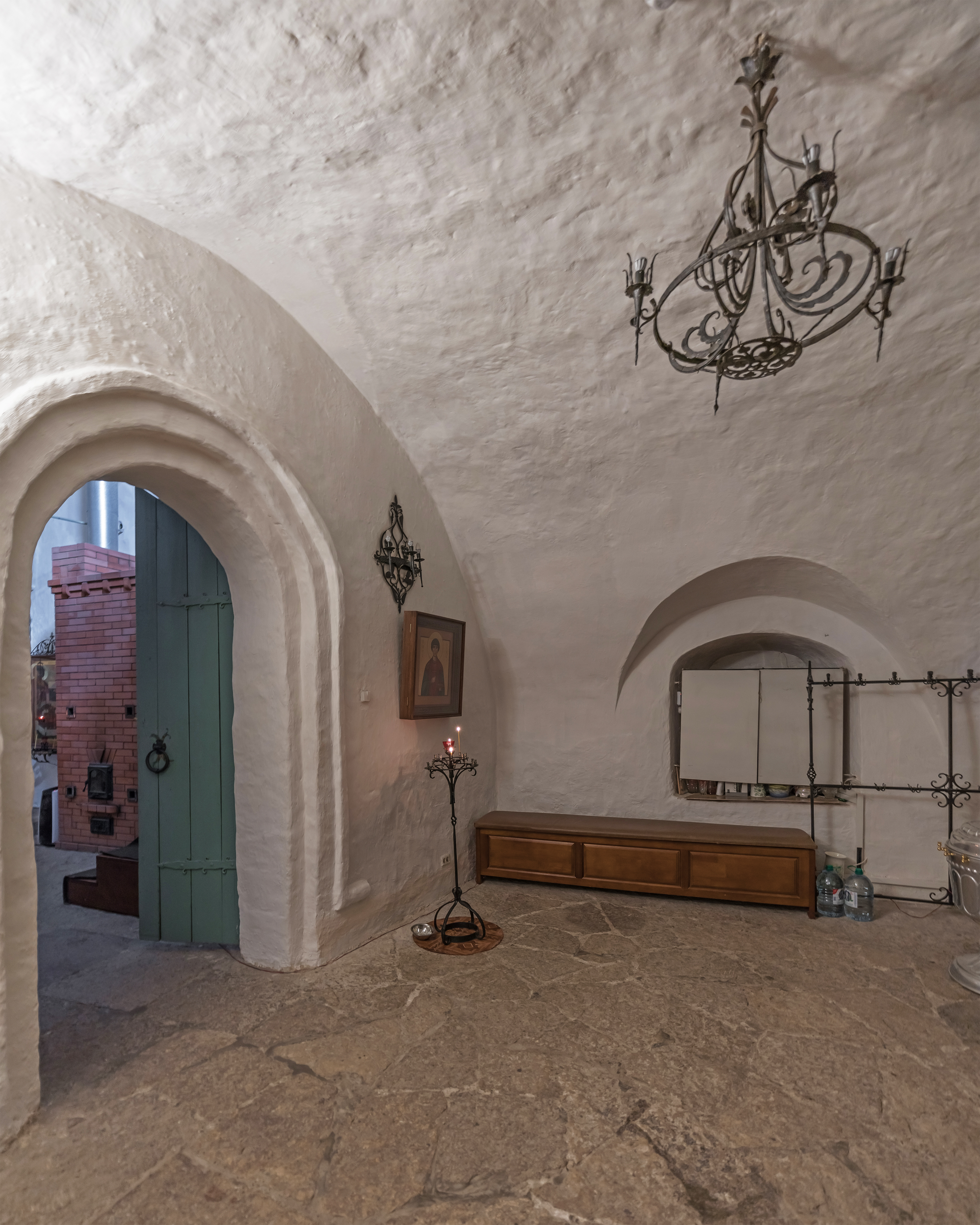
نمای داخلی کلیسا

نخستین اشاره به کلیسای شفاعت در منابع تاریخی به سال ۱۳۹۹ بازمی‌گردد. در سال ۱۵۴۴ نیز از صومعه شفاعت در اوگلو یاد شده است: «... در پولونیشی، بالای خیابان یاکیمان، … و صومعه شفاعت مقدس‌ترین والده خداوند در اوگلو».
در سال ۱۵۸۱، در زمان محاصره پسکوف توسط ارتش پادشاه لهستان و دوک بزرگ لیتوانی استفان باتوری، مهاجمان توانستند بخشی از دیوار شهر را در نزدیکی صومعه فرو بریزند. پس از آنکه شمایلهای والده خداوند و احساس رحمت پسکوفو-پچرسکایا و همچنین آثار مقدس شاهزاده وسوولود-گاورئیل به نزدیکی شکاف آورده شد، مردم پسکوف روحیه گرفتند و توانستند دشمن را عقب برانند. در سال ۱۵۸۲، کلیسای میلاد در کنار کلیسای شفاعت ساخته شد تا یادبودی برای پیروزی پسکوفیان باشد، چرا که این واقعه در روز میلاد مقدس‌ترین والده خداوند (۲۱ سپتامبر) رخ داد. پس از آن، این دو کلیسا با یکدیگر ترکیب شدند و بین آن‌ها یک برج ناقوس به سبک کلاسیک پسکوف ساخته شد.
در سال ۱۷۶۴، صومعه تعطیل شد و کلیسا بدون جماعت، اما با حمایت مالی باقی ماند. در سال ۱۸۱۳، این کلیسا به کلیسای نیکیتا گوسیاتنیکا منضم شد و در سال‌های ۱۸۴۷–۱۸۴۸ بازسازی شد. در این دوره، برج ناقوس قدیمی تخریب و یک ناقوس‌خانه آجری جدید با پنج ناقوس ساخته شد. همچنین دهلیز اصلی گسترش یافت و امتداد داده شد.